# Les Maudits du château-fort (film, 1951)
Cet article concerne le film de 1951. Pour le film de 1934, voir Les Maudits du château-fort.
Pour plus de détails, voir Fiche technique et Distribution.
Les Maudits du château-fort (titre original : Lorna Doone) est un film historique romantique américain réalisé par Phil Karlson, sorti en 1951 et adapté du roman Lorna Doone de Richard Doddridge Blackmore (1869).
Il s'agit du remake du même nom d'un film britannique sorti en 1934.

## Synopsis
En 1673 dans l'Angleterre, John Reid écrit ses mémoires : Lors de la révolution anglaise, il a onze ans lorsque les Doone, seigneurs d'Exeter pour lesquels travaille son père métayer, se voient confisquer leurs terres par le nouveau roi Charles II, à la suite de la mort de Cromwell, qu'ils soutenaient lors du conflit. Les Reid et tous les fermiers de la région se réjouissent de ces sanctions car les Doone sont cruels. Ils refusent désormais de continuer à leur payer des impôts. Les Doone ne l'entendent pas de cette oreille, et tuent le père de John Reid. L'enfant jure de se venger, et le fait savoir aux fils Doone et à leur cousine, Lorna (enfants tout comme lui) quand il les rencontre pour la première fois. 
Devenu adulte, John Reid, outré par les lourdes taxes sur les cultures imposés par les Doone, prend la tête d'une révolte.

## Fiche technique
- Titre : Les Maudits du château-fort
- Titre original : Lorna Doone
- Réalisation : Phil Karlson
- Scénario : Jesse Lasky Jr, Richard Schayer, George Bruce (adaptation)
- Photographie : Charles Van Enger
- Montage : Al Clark
- Musique : George Duning
- Production : Edward Small Productions
- Distribution : Columbia Pictures
- Pays de production :  États-Unis
- Langue originale : anglais
- Format : couleur (Technicolor) - 1.37:1 - son Mono (Western Electric Recording) - 35 mm
- Genre : Film historique romantique
- Durée : 82 minutes
- Dates de sortie :
  - États-Unis : 31 mai 1951
  - France : 6 mai 1981

## Distribution
- Barbara Hale – Lorna Doone
- Richard Greene – John Ridd
- Carl Benton Reid – Sir Ensor Doone
- William Bishop – Carver Doone
- Ron Randell – Tom Faggus
- Sean McClory – Charleworth Doone
- Onslow Stevens – Counsellor Doone
- Lester Matthews – Le roi Charles II
- John Dehner – Baron de Wichehalse
- Gloria Petroff – Lorna Doone enfant
- Patrick Aherne – Juge Jeffries
- Malcolm Keen – Lord Lorne

Acteurs non crédités :
- Myron Healey – Todd Darcy
- Katherine Warren – Sarah Ridd

## Autres adaptations au cinéma et à la télévision
- 1922 : Lorna Doone, film muet américain de Maurice Tourneur, avec John Bowers et Madge Bellamy.
- 1976 : Lorna Doone, mini-série britannique en 5 épisodes de Joan Craft, avec John Sommerville et Emily Richard.
- 1990 : Lorna Doone, téléfilm britannique d'Andrew Grieve, avec Clive Owen et Polly Walker.
- 2000 : Lorna Doone, téléfilm britannique de Mike Barker, avec Neil Finnighan et Amelia Warner.